# Castello di Randan
Il castello di Randan è un castello situato nel comune di Randan, nel dipartimento dell'Auvergne-Rhône-Alpes. Il domino è dal 1999 di proprietà del consiglio regionale dell'Alvernia che ne ha garantito il restauro e la rivitalizzazione.

## Storia
La signoria di Randan viene citata per la prima volta in un documento dell'XI secolo, ma è al XIII secolo che troviamo il primo accenno dell'esistenza di un castello vero e proprio. Questa struttura difensiva medievale, venne ricostruita all'epoca di Francesco I di Francia e la castellania venne assegnata come ducato a partire dal 1661. Venne acquisito nel 1821 dalla principessa Adelaide d'Orléans, la quale lo inserì dunque nei beni della casata d'Orléans.

### Gli Orléans
Nel 1821, Luigi Filippo d'Orléans e sua sorella Adelaide acquistarono il castello di Randan che era rimasto immutato al XVI secolo nella sua architettura, unitamente ai 40 ettari di terreno ad esso annessi. Nel 1822 gli Orléans si impegnarono per il restauro della struttura e ne richiesero un ampliamento ad opera dell'architetto Pierre-François-Léonard Fontaine.
(Diario di Fontaine cit. da Alexandre Gady)
Nelle sue parole, il futuro re avrebbe spinto per questo acquisto ed i relativi lavori di restauro per cercare un posto dove rifugiarsi lontano da Parigi in caso di pericolo, ma anche dopo i tumulti del 1848 non gli venne permesso di abitare qui, venendo esiliato in Inghilterra dove morì due anni dopo. La scelta di questo luogo va forse ricercata nelle proprietà forestiere della sua famiglia, immense e poste a breve distanza.
Il progetto prevedeva inoltre la realizzazione di una serie di edifici di servizio: la casa per il responsabile del castello, la grand commun ed una orangerie. Alla morte di Adelaide d'Orléans nel 1847 la proprietà era stata estesa a 110 ettari. Venne anche creato un grande parco.
(Francesco Ferdinando d'Orléans, principe de Joinville)
Una descrizione del castello e del parco venne stilata nel 1850 da Georges Touchard-Lafosse:
Alla morte di Adelaide, che non si era mai sposata e non aveva avuto figli, il dominio passò a suo nipote, figlio minore di Luigi Filippo, Antonio d'Orléans, duca di Montpensier. Alla fine del XIX secolo, Maria Isabella d'Orléans, figlia minore di quest'ultimo, ereditò la proprietà. Sposò il conte di Parigi, Filippo d'Orléans, il quale dotò il castello coi moderni comfort (elettricità nel 1909, acqua corrente nel 1912).
Enrico d'Orléans, «conte di Parigi» dal 1929 al 1999, soggiornò da bambino in questa proprietà di famiglia, dalla fine di luglio del 1914 con la dichiarazione di guerra. Nel 1915, il luogo venne tramutato in un ospedale militare, annesso a Vichy, e la contessa di Parigi e sua figlia Amelia d'Orléans svolsero l'attività di infermiere per curare i soldati feriti.

### Il declino
Nel 1919, alla morte di Isabella d'Orléans, il dominio passò a suo figlio Ferdinando, ultimo «duca di Montpensier». Nel 1921, nella chiesa di Randan, sposò su insistenza delle sue sorelle Isabelle Gonzalez de Olaneta e Ibarreta (1895-1958), III marchesa di Valdeterazzo, figlia del visconte di Las Antrinas. Dopo appena tre anni, Ferdinando morì prematuramente al castello nel 1924, a soli quarant'anni.
Nella notte tra il 25 ed il 26 luglio 1925, durante il soggiorno della duchessa, il castello venne colpito da un violento incendio che lasciò il castello completamente distrutto.
I più bei mobili che vennero salvati vennero trasportati in Spagna dalla duchessa di Montpensier. Il resto venne riposto nelle dipendenze del castello, assieme a numerosi trofei di caccia di Ferdinando d'Orléans, grandiosi diorami realizzati dal grande tassidermista inglese Rowland Ward.
Il 25 luglio 1940 nella foresta di Randan venne sottoscritta la carta costitutiva dei «Compagnons de France», movimento creato dal regime di Vichy, ispirato dallo scautismo e dall'esercito, diretto da Guillaume de Tournemire; questa manifestazione venne organizzata senza l'accordo della "duchessa di Montpensier" e nel settembre del 1940 venne organizzato un primo "campo della giovinezza".
Il 26 luglio 1942, il protettore Philippe Pétain, capo di stato francese, si recò a Randan – con 5000 givoani che montarono un immenso campo con tende bianche - per rendere omaggio a questa organizzazione che venne pubblicata sull'L'Illustration dell'8 agosto 1942; venne piantata una quercia in quell'occasione, ed il 9 agosto a Randan venne inaugurato il primo campo dei "Compagnons de France" e già sul finire dell'anno vi erano 230 campi.
Con la seconda guerra mondiale il conte di Parigi ereditò il titolo presunto di "duca" e rivendicò senza successo molti dei beni preziosi del "legato Montpensier"; venne favorito in questo dal generale spagnolo Francisco Franco. In effetti, la duchessa aveva legato i propri beni a José María de Huarte, aristocratico spagnolo che fu suo maggiordomo di camera e suo secondo sposo segreto. Il castello venne sempre più abbandonato a sé stesso, ma dopo la guerra anche il parco divenne incolto e non più curato, passando di proprietà sino al 1999 quando l'ultima duchessa vendette la proprietà al consiglio regionale dell'Alvernia che si è proposta per un recupero.

## Architettura

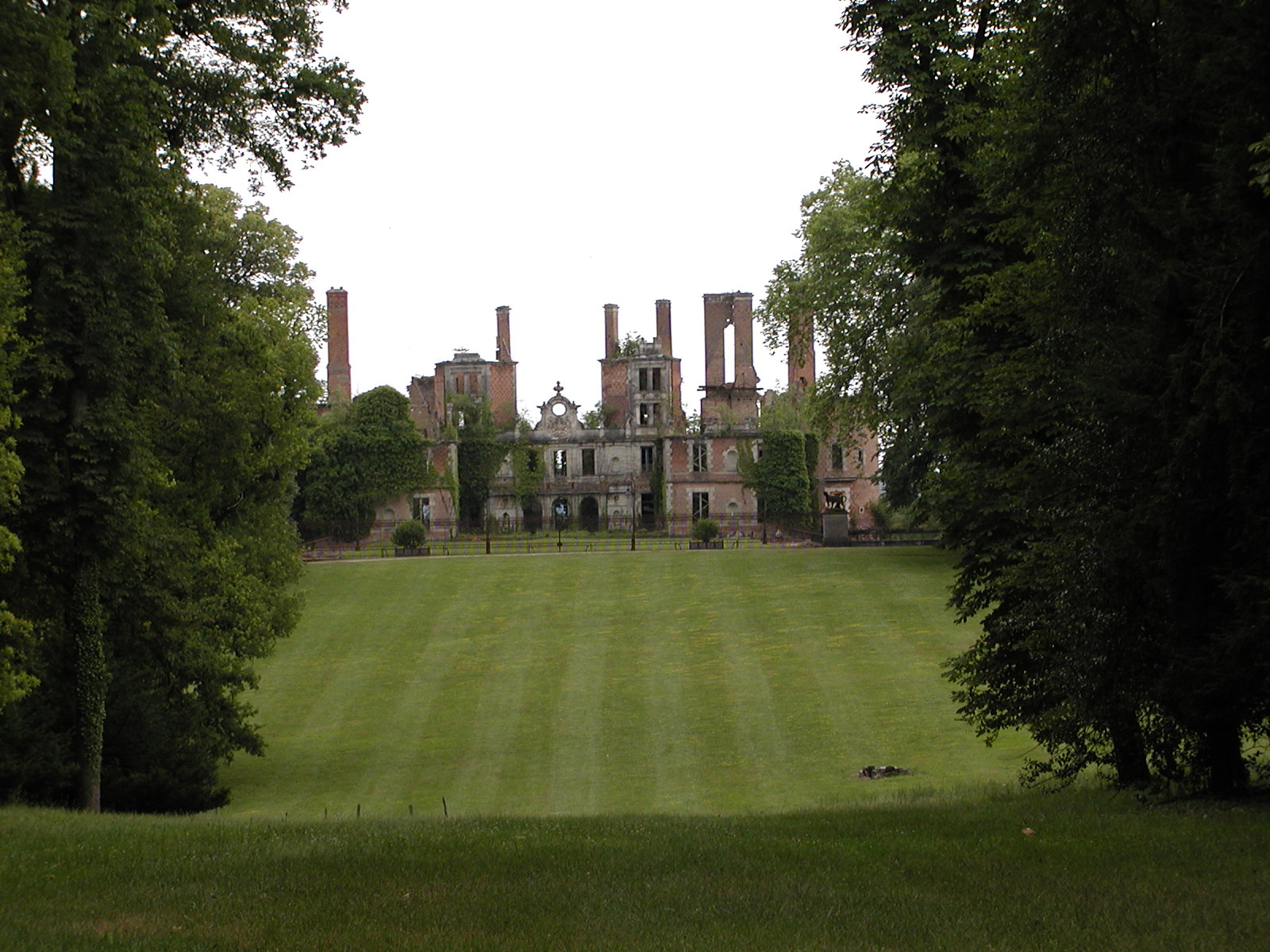
Parco e castello di Randan

Il castello di Randan è costruito in mattoni policromi su due piani ed era un tempo coperto da tetti in ardesia.
Verso la facciata nord si trova un corpo logistico. Il giardino venne realizzato dal 1831 in stile francese.
Le cucine del castello, erette nel 1821, sono composte da sale voltate e coperte da una terrazza. La cappella del castello, di stile neoclassico, è l'unico edificio perfettamente conservato per quanto concerne gli interni, gli stucchi e i dipinti, realizzati nel 1831.
Gli altri edifici sono l'orangerie, la casa del responsabile del castello e la grand commun, costruiti con schema ad H, oltre ad una latteria, una selleria, una scuderia e diversi altri spazi comuni.

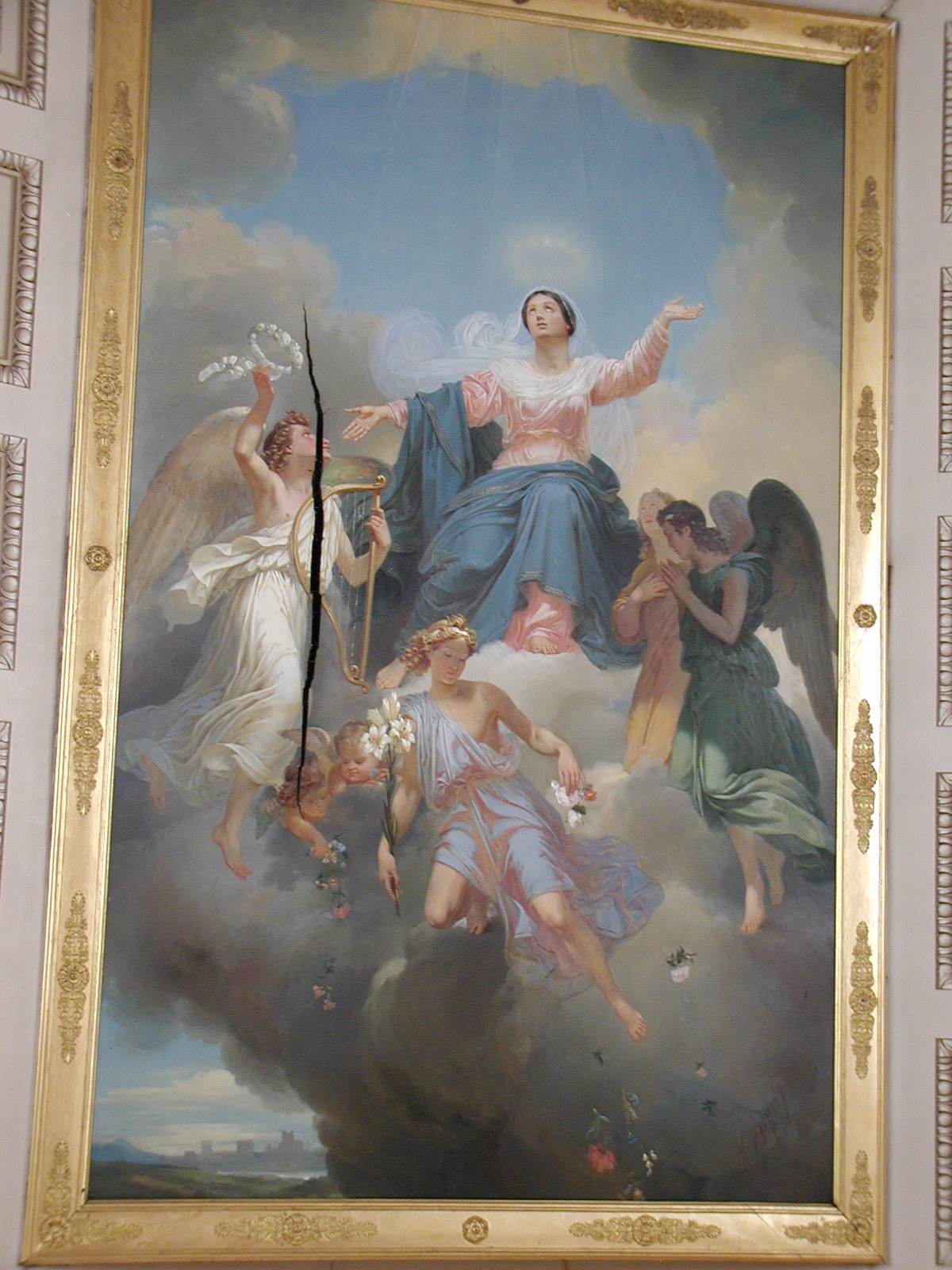
"L'Assunta", sul soffitto della cappella reale
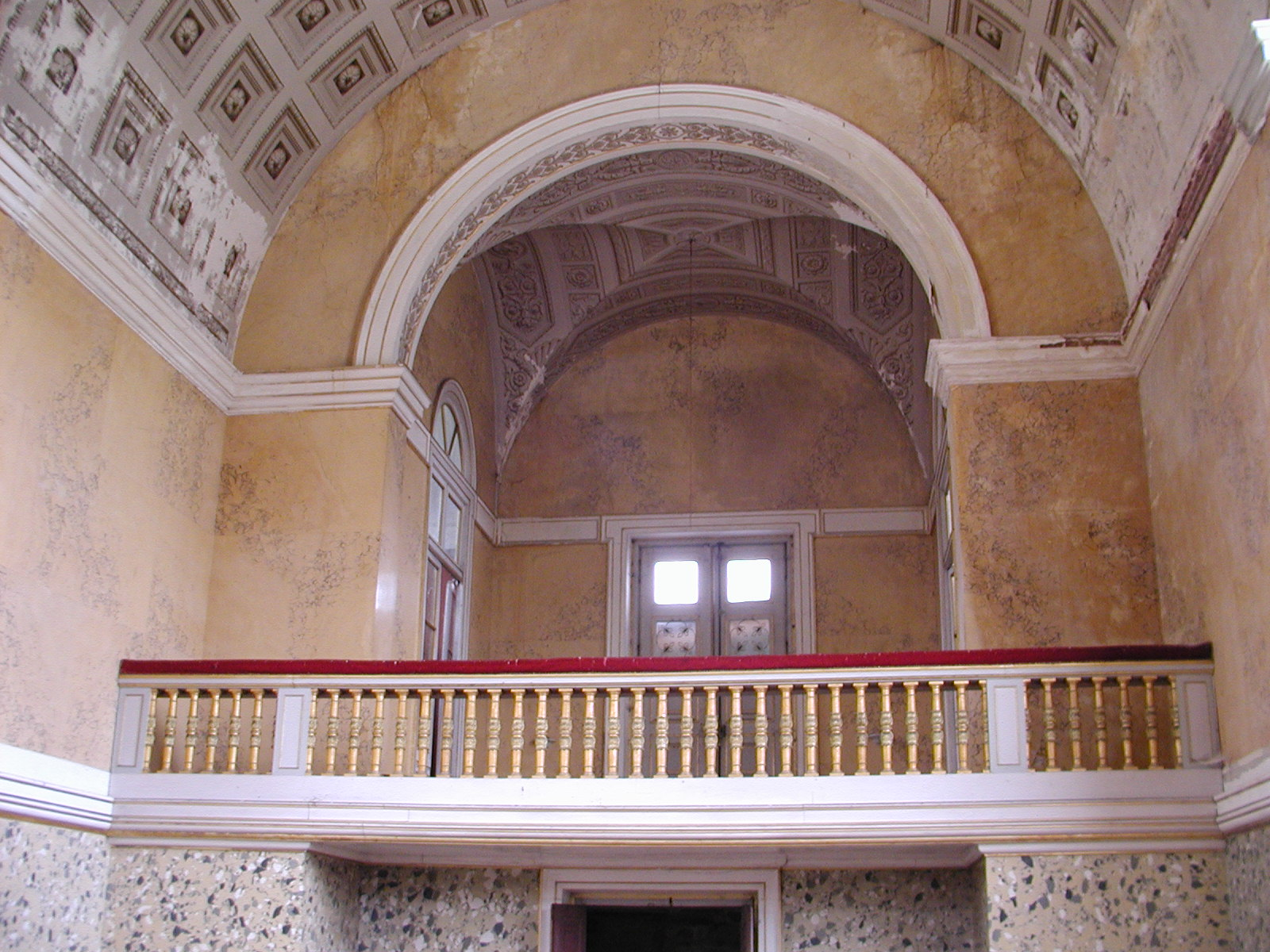
La Cappella Reale
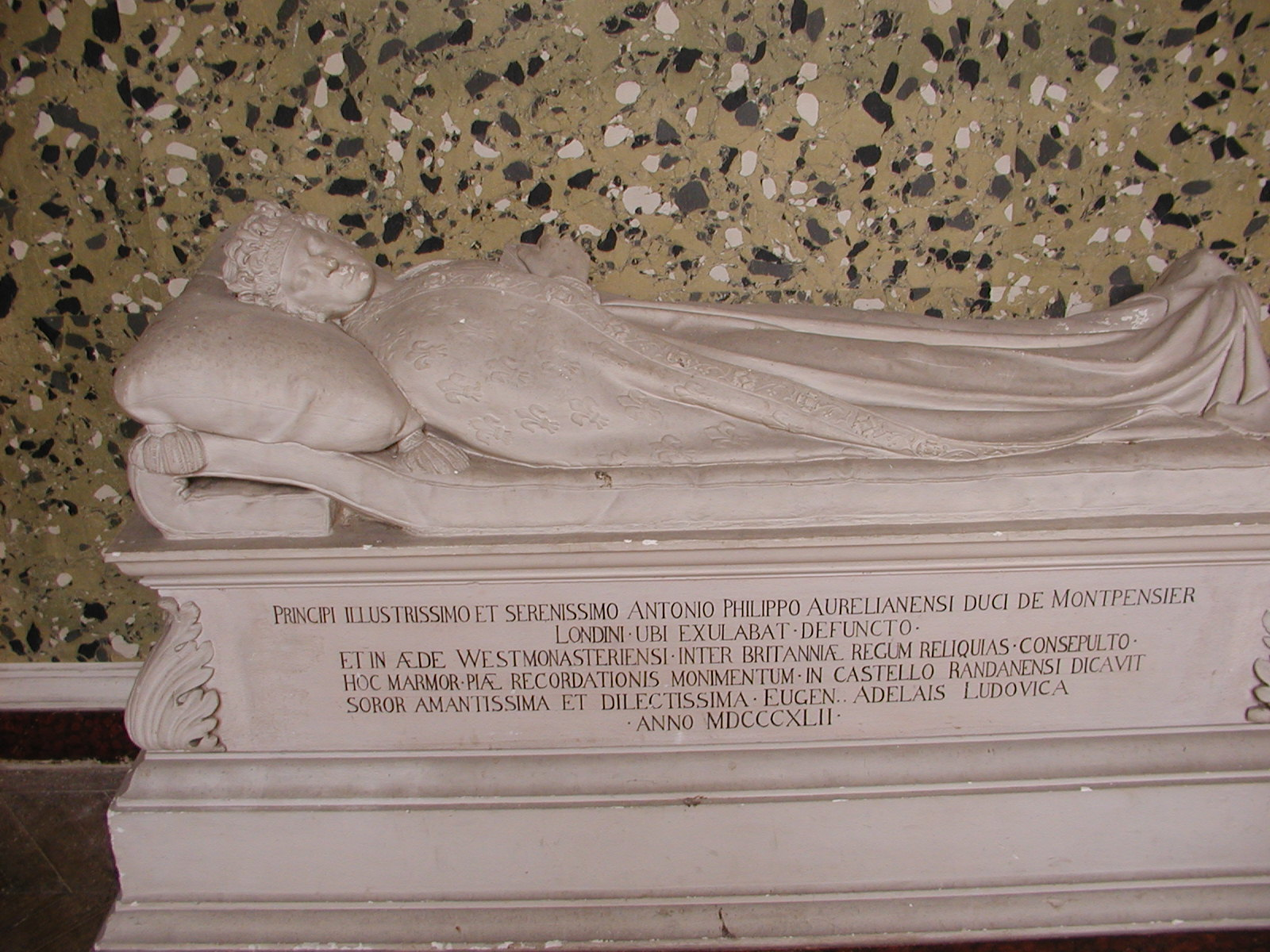
Cenotafio di Antonio d'Orléans, nella cappella reale
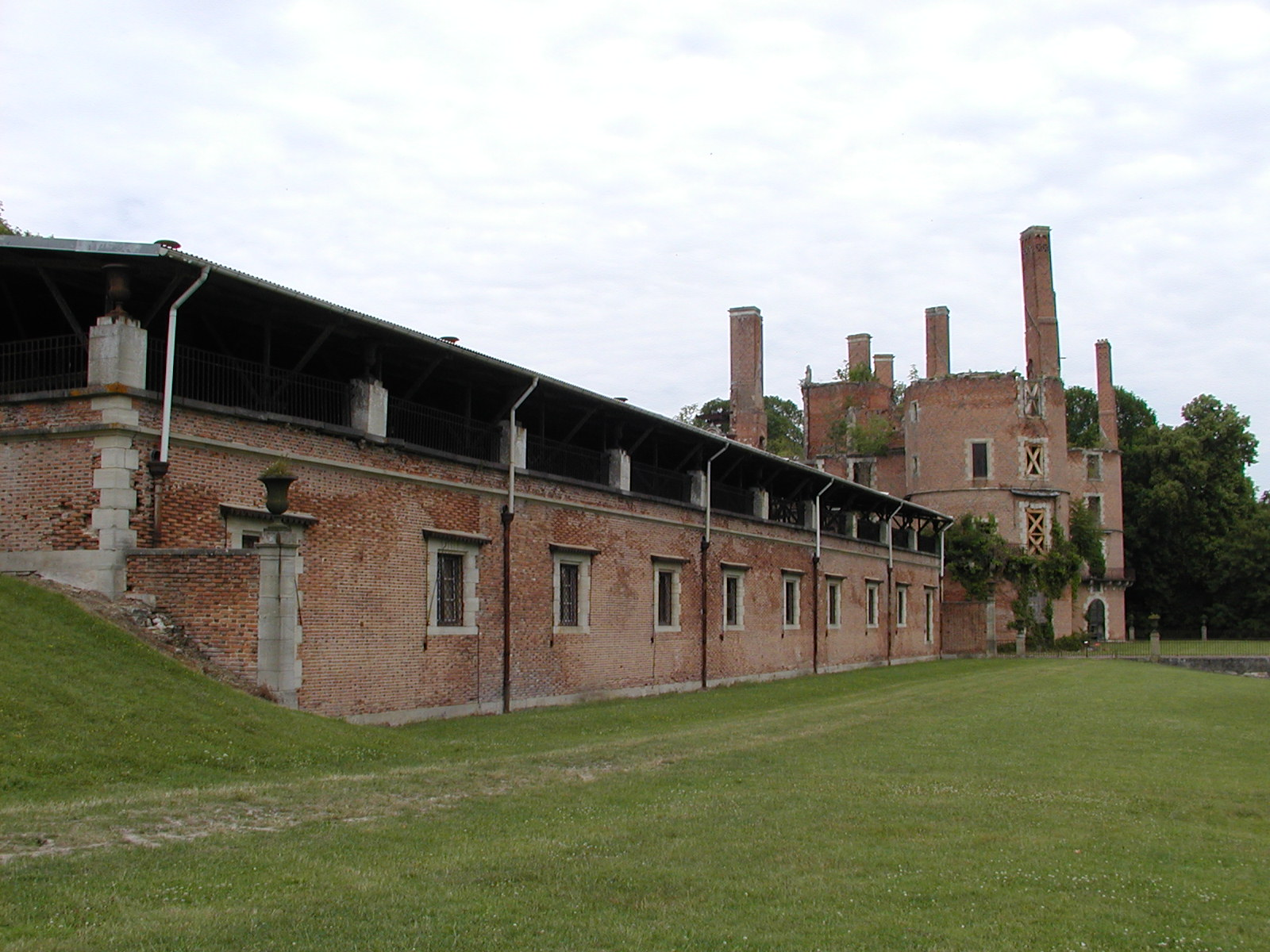
Ala delle cucine

## Signori di Randan

### Signoria di Randan
- 1204: Baldovino di Randan
- Chatard di Randan
- 1208: Giovanni di Randan
- Hugues II du Château-Randan-Saligny
- 1284: Guillaume I du Château-Randan-Saligny
- Étienne du Château-Randan-Saligny
- 1309: Hugues III du Château-Randan-Saligny
- 1316: Guillaume II du Château-Randan-Saligny
- Guillaume III du Château-Randan-Saligny
- Hugues IV du Château-Randan-Saligny
- 1340: Jean Lourdin du Château-Randan-Saligny
- Marguerite-Catherine du Château-Randan-Saligny
- m. 1451: Louis-Armand de Chalençon-Polignac
- m. 1473: Guillaume-Armand, visconte di Polignac
- Jean de Polignac, governatore di Livorno
- Anne de Polignac
- Charles de La Rochefoucauld

### Conti (1566)
- Charles de La Rochefoucauld
- m. 1590: Jean-Louis de La Rochefoucauld
- 1590-1661: Marie-Catherine de La Rochefoucauld

### Duchi (1661)
- 1661-1677: Marie-Catherine de La Rochefoucauld
- 1677-1680: Louis de Bauffremont
  - 1677-1680: Marie-Claire de Bauffremont
- 1680-1714: Henri-Charles de Foix

### Conti (1714)
- 1714-1723: Antoine Nompar de Caumont
- 1723-1740: Geneviève-Marie de Durfort
- 1740-1773: Guy-Michel de Durfort
- 1774-1776: Guy Louis de Durfort
- 1776-1785: Guyonne-Marguerite-Philippine de Durfort

Sospeso con la Rivoluzione Francese'
- 1806-1818: Charles-Raynaud-Laure-Félix de Choiseul

Dal 1821 passò ai duchi d'Orléans